# Othmar Ammann
Othmar Hermann Ammann (ur. 26 marca 1879 w Szafuzie w Szwajcarii, zm. 22 września 1965 w Rye, stan Nowy Jork) – amerykański inżynier pochodzący ze Szwajcarii specjalizujący się w budowie konstrukcji mostowych. Projektant sześciu mostów w Nowym Jorku.

## Życiorys
Othmar Ammann ukończył politechnikę w Zurychu, a następnie wyemigrował w 1904 r. do Stanów Zjednoczonych. Jego nazwisko stało się znane w 1907 r. gdy stworzył raport, w który wyjaśnił przyczyny katastrofy Quebec Bridge (most zawalił się podczas budowy 29 sierpnia 1907 r. z powodu wad konstrukcyjnych). Rzetelność raportu zwróciła na niego uwagę środowiska amerykańskich inżynierów i przyniosła mu szerokie uznanie jako specjalisty konstrukcji mostów. Otrzymał i przyjął propozycję pracy u Gustava Lidenthala, który był konstruktorem Hell Gate Bridge.

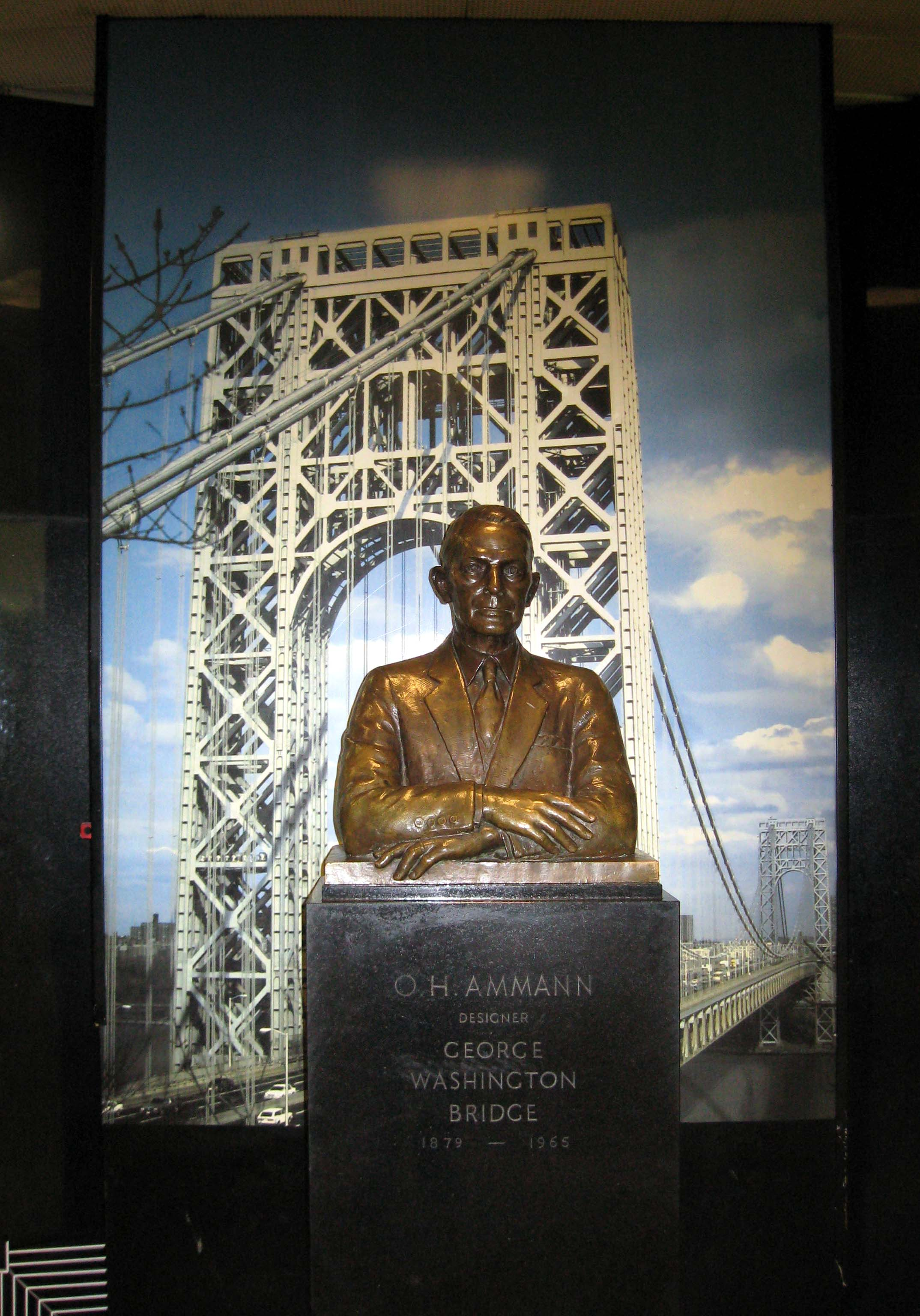
Popiersie Othmara Ammanna przy Moście Waszyngtona

W 1925 r. otrzymał mianowanie na głównego konstruktora mostu (Port Authority of New Tork) nad rzeką Hudson, jego projekt został przekazany do realizacji wraz z opracowaniem Lidenthalla. Projekt Ammanna obejmował ruch pieszy, kolejowy i samochodowy, jego zaletą był niski koszt budowy. Wcześniej opracowany przez inny zespół projekt mostu na przedłużeniu 57th Street został odrzucony przez Roberta Mosera (głównego architekta Nowego Jorku), ponieważ jego realizacja byłaby zbyt droga. Wybrano projekt mostu linowego Ammanna, który gwarantował znacznie tańszą budowę, bez pogorszenia warunków technicznych. Przeprawa otrzymała nazwę George Washington Bridge i została oddana do użytku w październiku 1931 r. Równocześnie realizowano drugi projekt Ammanna, był to Bayonne Bridge, który oddano do użytku miesiąc później (listopad 1931 r.). W momencie oddania był to najdłuższy most łukowy na świecie. W czasie budowy obu mostów Othamar Amman otrzymał zlecenie zaprojektowania Triborough Bridge, było to w 1929 r. i rozpoczął się kryzys światowy. Od projektanta oczekiwano taniej konstrukcji, która odznaczałaby się prostotą budowy i wysokimi walorami użytkowymi. Ammann sprostał oczekiwaniom zleceniodawców i nowy most mimo trudnej sytuacji finansowej oddano do użytku w lipcu 1936 r.
Projekt kolejnego mostu powstał w 1937 r., był to most wiszący Bronx-Whitestone Brigde, który miał zostać ukończony przed planowanymi na rok 1939 targami New York World’s i otwarciem nowego portu lotniczego LaGuardia. Most ten oddano do użytku zgodnie z planem pod koniec kwietnia 1939 r. W tym samym czasie w stanie Waszyngton trwała budowa innego mostu, którego projektantem był Ammann. Ten projekt zaliczany jest do najmniej udanych realizacji tego projektanta ponieważ wkrótce po oddaniu do użytku zawalił się wskutek drgań spowodowanych wiatrem. Po katastrofie mostu Tacoma Narrows Bronx-Whitestone Bridge otrzymał wzmocnienie konstrukcji, a jednocześnie został poszerzony. Dla Othmara Ammana katastrofa w stanie Washington oznaczała wieloletnią przerwę w projektowaniu mostów, co trwało prawie 20 lat. W 1946 r. Ammann wraz ze Charlesem Whitneyem założyli spółkę Ammann & Whitney. Po długiej przerwie w 1959 r. Ammann zaprojektował oddany do użytku w styczniu 1961 r. Thorgs Neck Bridge, most wiszący odciążający komunikacyjnie Bronx-Whitestone Brigde. Ostatnim projektem był najdłuższy wówczas most wiszący Verrazano-Narrows, który oddano do użytku (górny pokład) w listopadzie 1964 r. Był to pierwszy most, w którego projekcie uwzględniono naturalną krzywiznę Ziemi, a odległość pomiędzy przęsłami wynosi 1298 metrów. Pięć lat później dobudowano dolny pokład tego mostu, ale miało to miejsce już po śmierci głównego projektanta mostu, który zmarł 22 września 1965 r. w wieku 86 lat.
Othmar Ammann był wybitnym inżynierem, który kierując się teorią ugięcia zaprojektował i nadzorował realizację mostów wiszących. Jego projekty odznaczały się niskim kosztem realizacji, praktycznością oraz wysokimi walorami architektonicznymi.
Zaprojektował sześć mostów w Nowym Jorku:
- Most Waszyngtona (ang. George Washington Bridge) (otwarty 24 października 1931)
- Bayonne Bridge (otwarty 15 listopada 1931)
- Triborough Bridge (otwarty 11 lipca 1936)
- Bronx-Whitestone Bridge (otwarty 29 kwietnia 1939)
- Throgs Neck Bridge (otwarty 11 stycznia 1961)
- Verrazano Narrows (otwarty 21 listopada 1964)

## Życie prywatne
Urodził się w Schaffhausen, jego rodzice: Emanuel C. Ammann i Emilie R. Labhardt, byli właścicielami fabryki kapeluszy. Uczęszczał do Szwajcarskiego Federalnego Instytutu Politechnicznego (Zurych) i tam ukończył inżynierię lądową w 1902 r., a następnie wyemigrował do Stanów Zjednoczonych. W 1905 r. poślubił Lilly Selmę Wehrli, z którą miał troje dzieci. W 1924 r. oboje otrzymali obywatelstwo Stanów Zjednoczonych, dziewięć lat później (1933) Lilly zmarła. W 1935 r. ożenił się drugi raz, tym razem z Karly Vogt Noetzli.